# Opus incertum
Opus incertum je tehnika gradnje rimskih zidov. Osnova, v sredini, je bil rimski beton (opus caementicium). Kamni, ki so jih uporabili za gradnjo zidu niso bili obdelani in posledično niso imeli nobene prave oblike.